# クリストファ3世 (デンマーク王)
クリストファ・ア・バイエルン（Christoffer af Bayern, 1416年2月26日 - 1448年1月5日/6日）は、カルマル同盟時代のデンマーク王（クリストファ3世、Christoffer III, 在位：1440年 - 1448年）、スウェーデン王（Kristofer av Bayern, 在位：1441年 - 1448年）、ノルウェー王（Kristoffer av Bayern, 在位：1442年 - 1448年）。父は神聖ローマ帝国君主（ドイツ王）にもなったプファルツ選帝侯ループレヒト（3世）の息子でプファルツ＝ノイマルクト家のプファルツ＝ノイマルクト公ヨハン、母はエーリク・ア・ポンメルン（エーリク7世）の妹カタリーナである。ドイツ名はクリストフ（Christoph）。

## 生涯
1439年、伯父エーリク7世がデンマークとスウェーデン王位を廃位され、クリストファがデンマーク（1440年）、スウェーデン（1441年）およびノルウェー（1442年）においてそれぞれ王として承認された。クリストファは各国の自主性および貴族の既得権を認めたため、中央集権化が頓挫した。1445年にブランデンブルク＝クルムバッハ辺境伯ヨハン（錬金術伯）の娘ドロテアと結婚したが、子はなかった。1448年のクリストファの死後、クリスチャン1世がデンマーク王位につき、ドロテアはクリスチャン1世と再婚した。一方、スウェーデンおよびノルウェーはカール・クヌートソンを王とした。